# Élie Ledieu
Pour les articles homonymes, voir Ledieu.
Élie Ledieu est un homme politique français né le 21 juillet 1834 à Arras (Pas-de-Calais) et décédé le 7 janvier 1917 à Paris.
Industriel, il est juge au tribunal de commerce de 1867 à 1889 et président du tribunal de 1879 à 1889. Conseiller municipal d'Arras en 1870, conseiller d'arrondissement, il est député du Pas-de-Calais de 1889 à 1893.

## Sources
- « Élie Ledieu », dans le Dictionnaire des parlementaires français (1889-1940), sous la direction de Jean Jolly, PUF, 1960 [détail de l’édition]